# 60 Ceti
60 Ceti (60 Cet / HD 12573 / HR 607) es una estrella en la constelación de Cetus de magnitud aparente +5,43.
Al igual que δ Ceti, en esta misma constelación, 60 Ceti se encuentra sobre el ecuador celeste. Actualmente 7 minutos de arco al norte del mismo, debido a la precesión de la Tierra en 1950 estaba situada en el hemisferio sur.
Situada a 281 años luz de distancia del sistema solar, 60 Ceti es una gigante blanca de tipo espectral A5III y 7971 K de temperatura.
Con una luminosidad 76 veces mayor que la luminosidad solar, su velocidad de rotación en su ecuador es de al menos 107 km/s, unas 50 veces más rápida que la del Sol.
El valor de su diámetro angular —dimensión aparente del diámetro ecuatorial de un cuerpo celeste— es de 0,384 segundos de arco, lo que permite estimar su verdadero tamaño, siendo éste 3,7 veces más grande que el del Sol.
Es una estrella de características semejantes a las de Ras Alhague (α Aquilae) y 111 Herculis, pero más alejada que estas.
El contenido metálico total de 60 Ceti —entendiendo por metales aquellos elementos más pesados que el helio— es más elevado que en el Sol. Además del helio, 10 veces más abundante que en nuestra estrella, destacan los altos niveles de sodio y azufre; el primero de ellos es 3,5 veces más abundante.
En el extremo opuesto, cabe señalar el bajo nivel de cobre, menos de la mitad que el existente en el Sol.